# Efteling
Az Efteling élménypark Kaatsheuvel település környékén Hollandiában, Észak-Brabant tartományban. Ez a Benelux államokban a legnagyobb élménypark.
Efteling 1952-ben létrehozott szórakoztató park. A Kaatsheuvel városában található létesítményt 1992-ben a világ legjobbjának választották az IAAPA szavazása alapján. 2009–2010-ben a látogatók száma elérte a 4 millió főt.
Az Efteling négy szekcióból áll: a vidámparkból, a négycsillagos Efteling Hotelből, a tizennyolc lyukas golfpályából, valamint a most épülő apartmansorból. Eftelinghez több mint 35 látványosság és bemutató show tartozik. A parkban két szálloda is található.
Az élménypark méretarányosan kicsinyített mása a Hága melletti Madurodam makettparkban is látható.

## Galéria

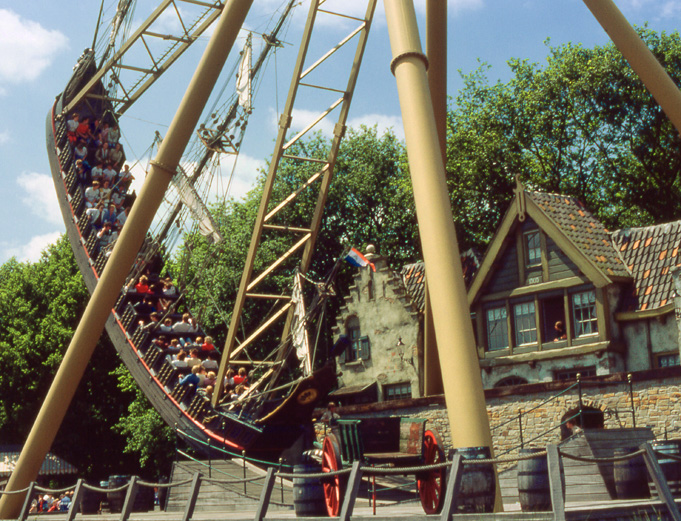
Halve Maen
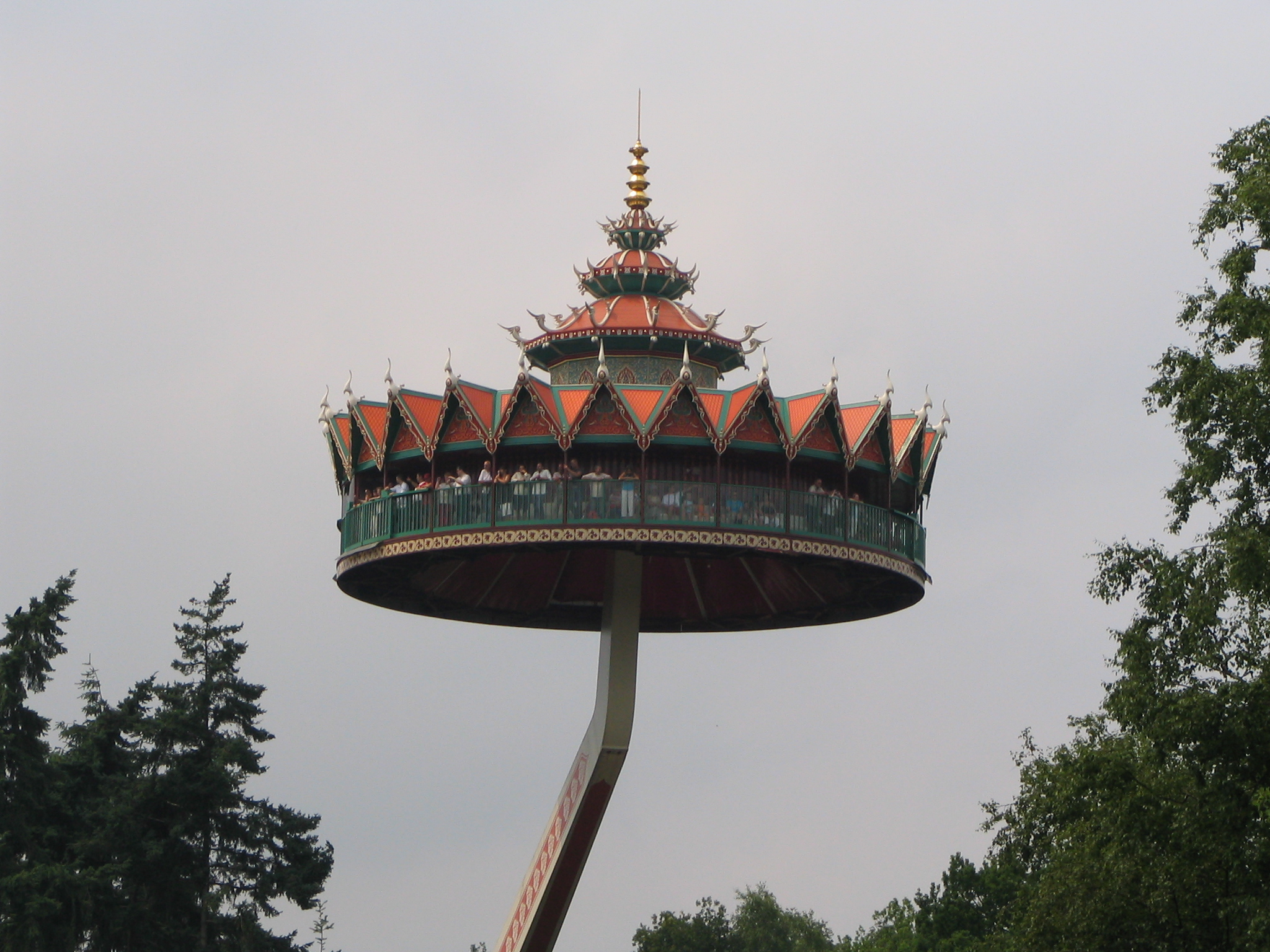
Pagode
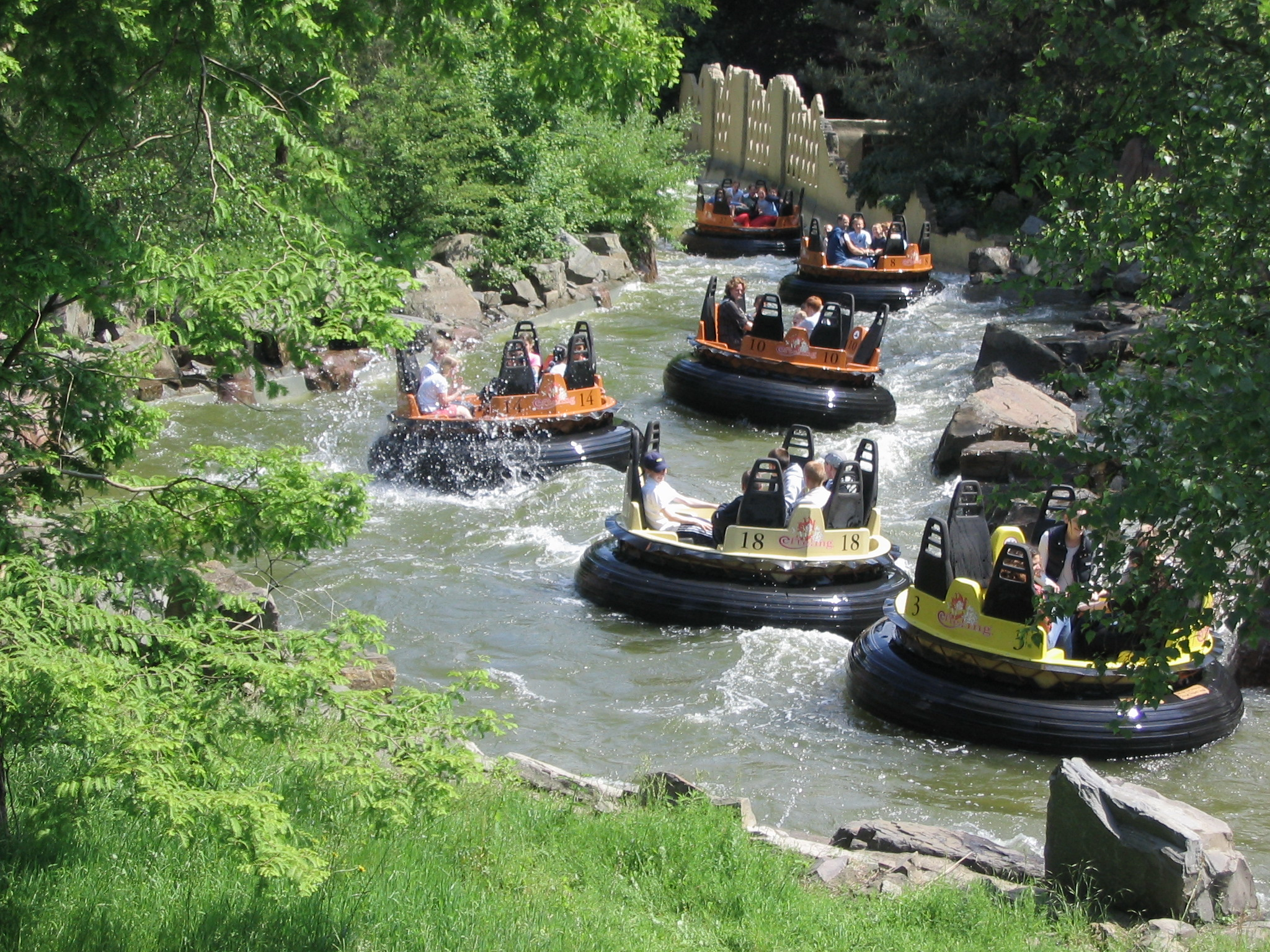
Piraña
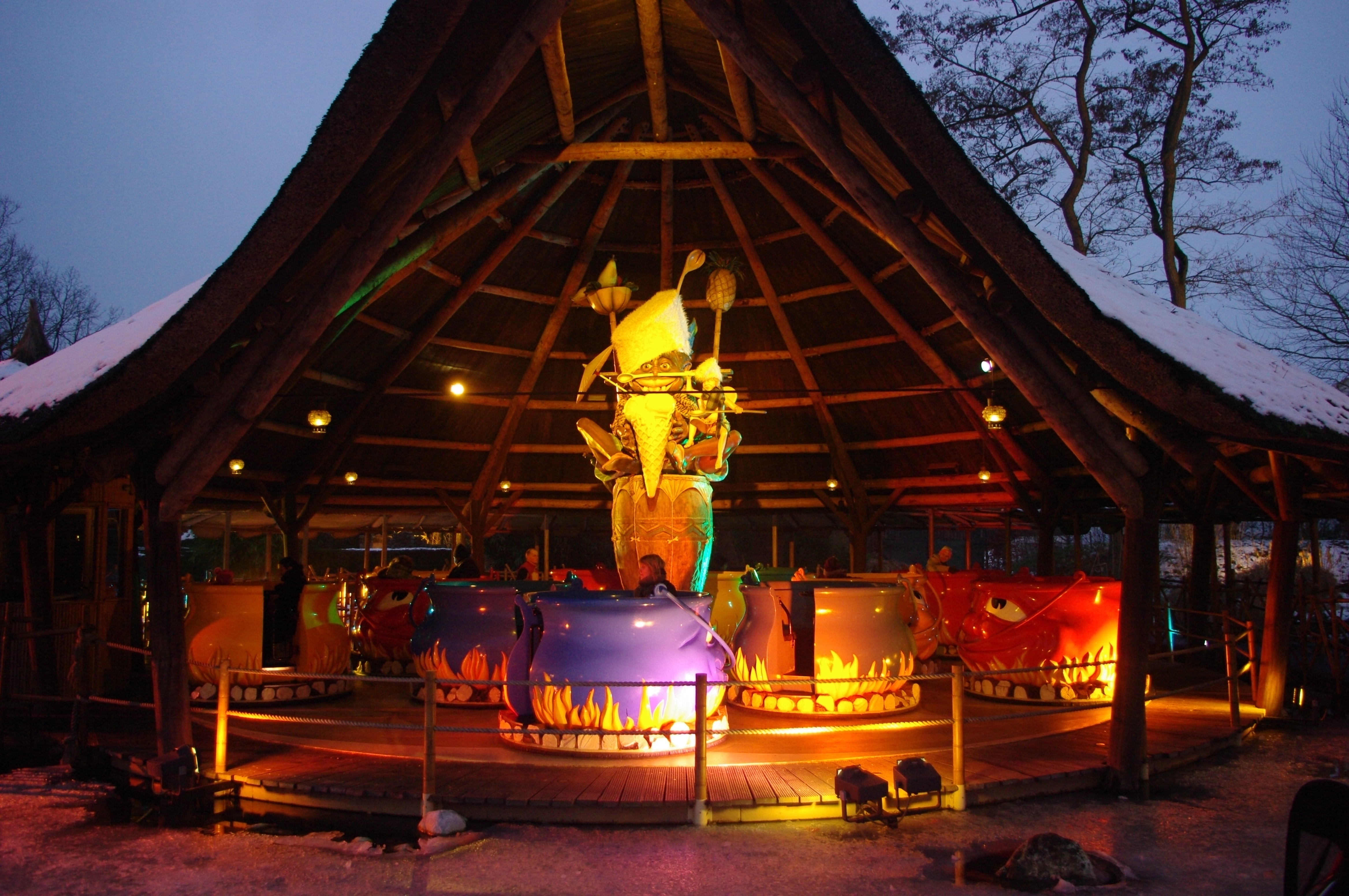
Monsieur Cannibale
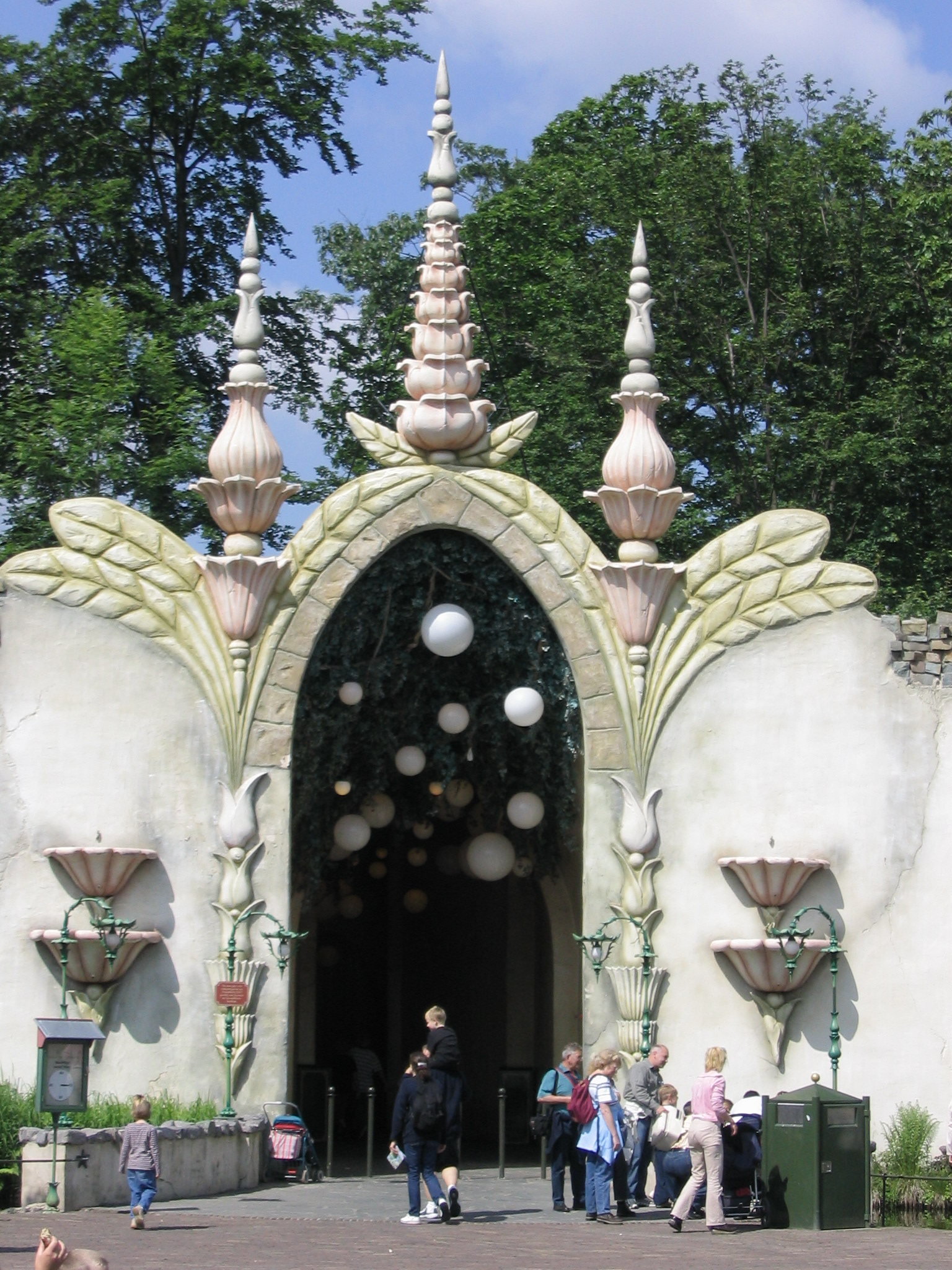
Droomvlucht
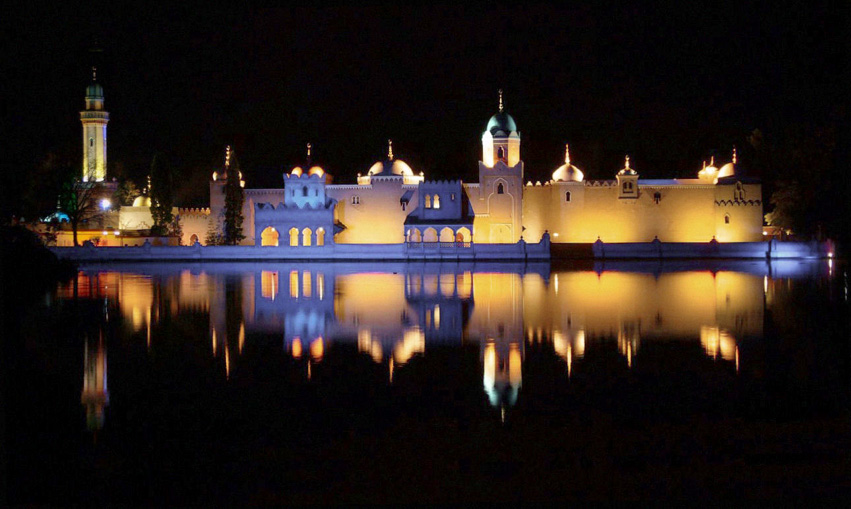
Fata Morgana
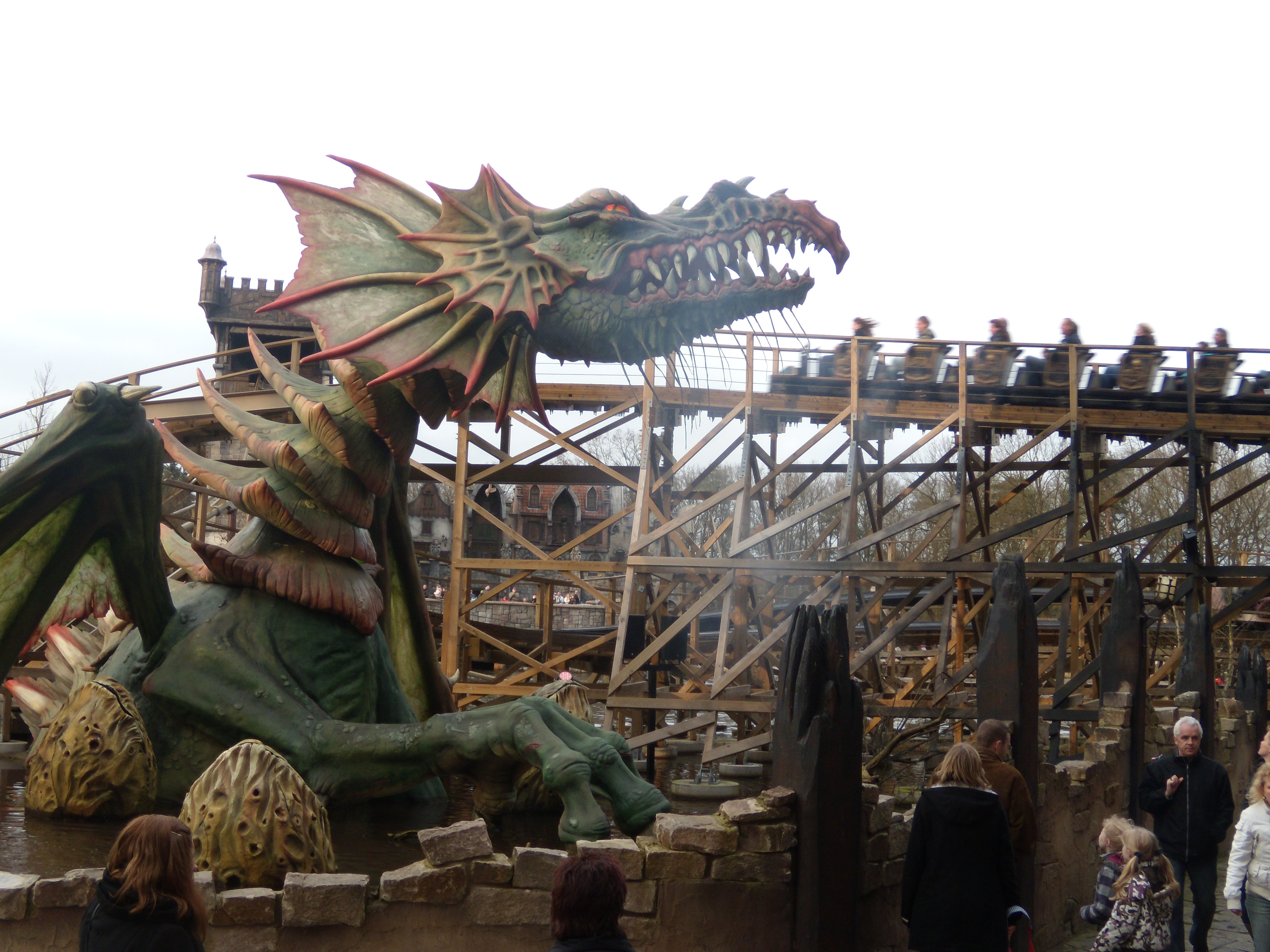
Joris en de Draak (Szent György)
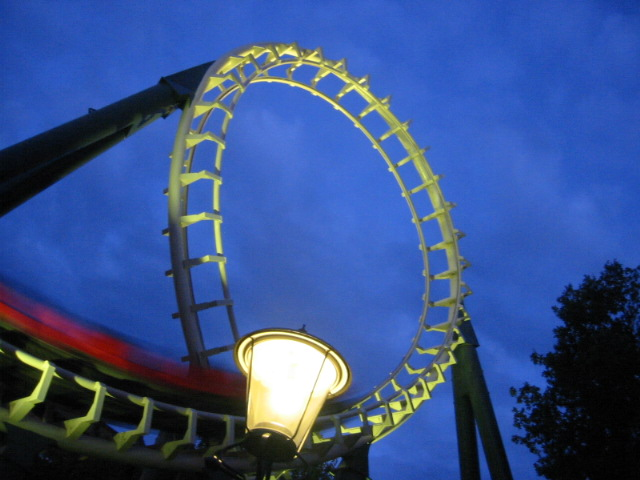
Python
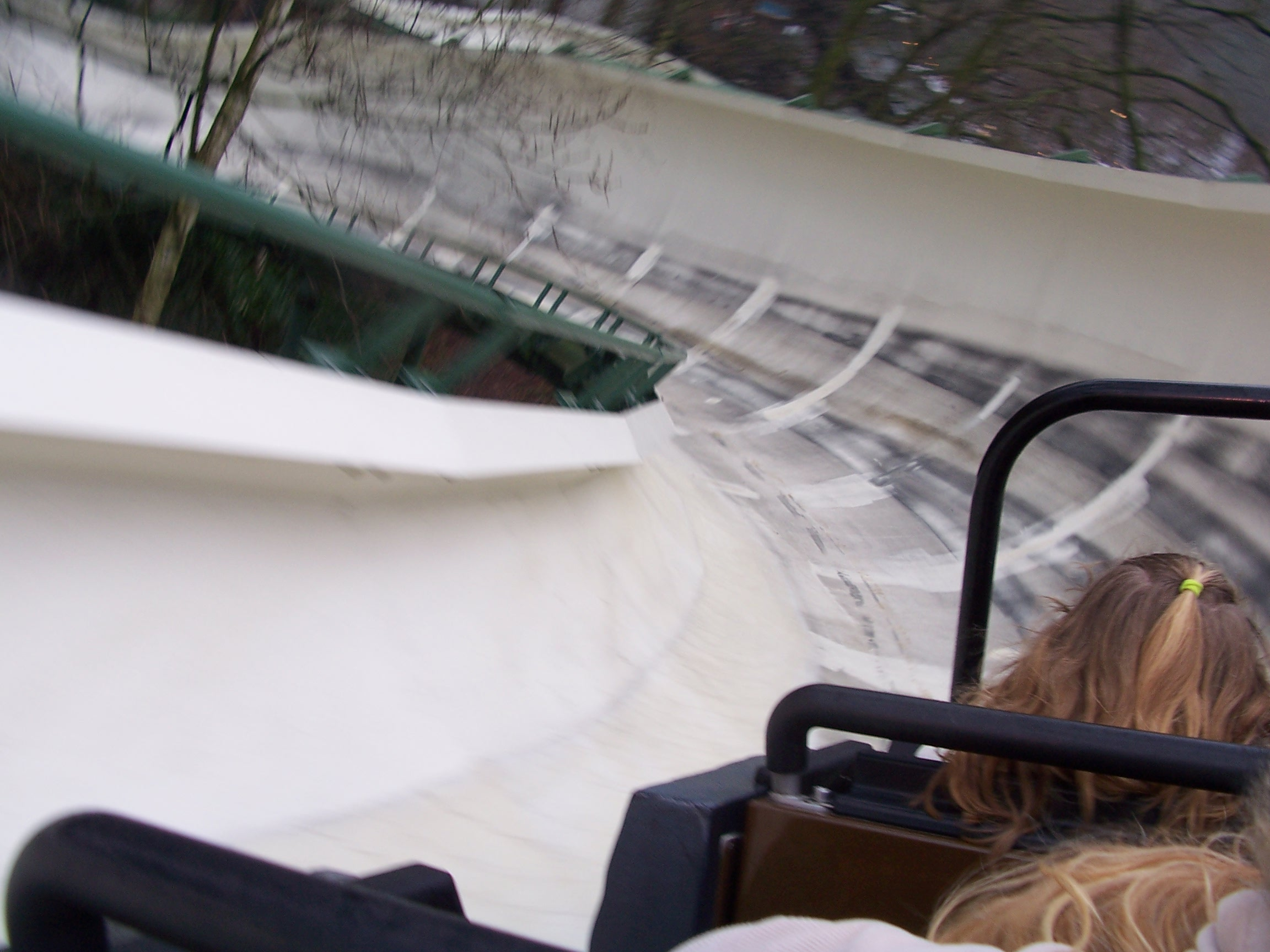
Bob